# Pochotita
Pochotita /u nahuatl jeziku =where there are silk-cotton trees; Ceiba pentandra, vrsta drveta roda bombax, porodice malvaceae/, sveto mjesto s hramom i naselje Huichol Indijance iz meksičke države Jalisco. Nalazi se pet milja (8 kilometara) sjeverno od Santa Catarine u planinskom području Sierra de los Huicholes, na gornjem toku rijeke Chapalagana.
Pochotita se nalazi na 860 metara visine, općina Mezquitic; naselje ima oko 140 stanovnika. Ostala njihova dva ceremonijalna centra su Las Latas i Tuapurie.